# Griechischer Fußballpokal

Logo des griechischen Fußballverbandes Elliniki Podosferiki Omospondia (EPO)

Der griechische Fußballpokal ist ein nationaler Fußball-Pokalwettbewerb für Männerfußball-Vereinsmannschaften in Griechenland. Er wird jährlich vom griechischen Fußballverband EPO veranstaltet und trägt derzeit den Namen griechisch Κύπελλο Ελλάδας HOL (Kipelo Elladas HOL).

## Modus
Der Modus des Wettbewerbs hat sich in der Vergangenheit häufig geändert und unterschied sich zeitweise deutlich von dem der meisten europäischen Fußballnationen. Den größten Unterschied stellte dabei die Gruppenphase dar, welche die erste Play-off-Runde ersetzt. Anders als zum Beispiel beim deutschen Pokalwettbewerb werden im aktuellen Modus die Begegnungen der Viertel- sowie Halbfinals in Hin- und Rückspielen ausgetragen. Lediglich die ersten Runden und das Finale wird durch eine einzige Begegnung entschieden. Endet eine Begegnung während der ersten Runden unentschieden, so folgt keine Verlängerung, sondern ein Wiederholungsspiel, bei der die Gastmannschaft der ersten Begegnung Heimrecht genießt. Endet auch dieses Spiel remis, erfolgt eine Verlängerung und, je nach Verlauf, ein Elfmeterschießen. Das Finale wurde nach einem Rotationsprinzip bis 2008 in verschiedenen Stadien ausgetragen. Von 2009 bis 2016 diente das Athener Olympiastadion durchgängig als Austragungsort. Seitdem wechselt der Endspielort zwischen dem Olympiastadion und dem Panthessaliko Stadio in Volos.

## Die Endspiele im Überblick
| Saison         | Datum                          | Sieger                                                                                          | Ergebnis                                                                                        | Finalist                                                                                        | Austragungsort                                                                |
| -------------- | ------------------------------ | ----------------------------------------------------------------------------------------------- | ----------------------------------------------------------------------------------------------- | ----------------------------------------------------------------------------------------------- | ----------------------------------------------------------------------------- |
| 1931           | 8. Nov. 1931                   | AEK Athen                                                                                       | 5:3                                                                                             | Aris Thessaloniki                                                                               | Apostolos-Nikolaidis-Stadion, Athen                                           |
| 01932          | 01932                          | 01932                                                                                           | nicht ausgetragen                                                                               | nicht ausgetragen                                                                               | nicht ausgetragen                                                             |
| 1933           | 5. Mär. und 25. März 1933      | Ethnikos Piräus                                                                                 | 2:2 2:1 (WS)                                                                                    | Aris Thessaloniki                                                                               | Kleanthis-Vikelidis-Stadion, Thessaloniki Apostolos-Nikolaidis-Stadion, Athen |
| 01934 bis 1938 | 01934 bis 1938                 | 01934 bis 1938                                                                                  | nicht ausgetragen                                                                               | nicht ausgetragen                                                                               | nicht ausgetragen                                                             |
| 1939           | 28. Mai 1939                   | AEK Athen                                                                                       | 2:1                                                                                             | PAOK Thessaloniki                                                                               | Nikos-Goumas-Stadion, Athen                                                   |
| 1940           | 2. Juni 1940                   | Panathinaikos Athen                                                                             | 3:1                                                                                             | Aris Thessaloniki                                                                               | Apostolos-Nikolaidis-Stadion, Athen                                           |
| 01941          | 01941                          | 01941                                                                                           | Wettbewerb abgebrochen                                                                          | Wettbewerb abgebrochen                                                                          | Wettbewerb abgebrochen                                                        |
| 01942 bis 1946 | 01942 bis 1946                 | 01942 bis 1946                                                                                  | wegen des Zweiten Weltkrieges nicht ausgetragen                                                 | wegen des Zweiten Weltkrieges nicht ausgetragen                                                 | wegen des Zweiten Weltkrieges nicht ausgetragen                               |
| 1947           | 8. Juni 1947                   | Olympiakos Piräus                                                                               | 5:0                                                                                             | Iraklis Thessaloniki                                                                            | Apostolos-Nikolaidis-Stadion, Athen                                           |
| 1948           | 20. Juni 1948                  | Panathinaikos Athen                                                                             | 2:1                                                                                             | AEK Athen                                                                                       | Apostolos-Nikolaidis-Stadion, Athen                                           |
| 1949           | 19. Juni 1949                  | AEK Athen                                                                                       | 2:1 n. V.                                                                                       | Panathinaikos Athen                                                                             | Apostolos-Nikolaidis-Stadion, Athen                                           |
| 1950           | 28. Mai 1950                   | AEK Athen                                                                                       | 4:0                                                                                             | Aris Thessaloniki                                                                               | Apostolos-Nikolaidis-Stadion, Athen                                           |
| 1951           | 11. März 1951                  | Olympiakos Piräus                                                                               | 4:0                                                                                             | PAOK Thessaloniki                                                                               | Apostolos-Nikolaidis-Stadion, Athen                                           |
| 1952           | 1. Jun. und 15. Juni 1952      | Olympiakos Piräus                                                                               | 2:2 n. V. 2:0 (WS)                                                                              | Panionios Athen                                                                                 | Apostolos-Nikolaidis-Stadion, Athen                                           |
| 1953           | 17. Mai 1953                   | Olympiakos Piräus                                                                               | 3:2                                                                                             | AEK Athen                                                                                       | Apostolos-Nikolaidis-Stadion, Athen                                           |
| 1954           | 23. Mai 1954                   | Olympiakos Piräus                                                                               | 2:0                                                                                             | Doxa Dramas                                                                                     | Apostolos-Nikolaidis-Stadion, Athen                                           |
| 1955           | 12. Juni 1955                  | Panathinaikos Athen                                                                             | 2:0                                                                                             | PAOK Thessaloniki                                                                               | Apostolos-Nikolaidis-Stadion, Athen                                           |
| 1956           | 24. Juni 1956                  | AEK Athen                                                                                       | 2:1                                                                                             | Olympiakos Piräus                                                                               | Apostolos-Nikolaidis-Stadion, Athen                                           |
| 1957           | 29. Juli 1957                  | Olympiakos Piräus                                                                               | 2:0                                                                                             | Iraklis Thessaloniki                                                                            | Karaiskakis-Stadion, Piräus                                                   |
| 1958           | 30. Juli 1958                  | Olympiakos Piräus                                                                               | 5:1                                                                                             | Doxa Dramas                                                                                     | Apostolos-Nikolaidis-Stadion, Athen                                           |
| 1959           | 5. Juli 1959                   | Olympiakos Piräus                                                                               | 2:1                                                                                             | Doxa Dramas                                                                                     | Apostolos-Nikolaidis-Stadion, Athen                                           |
| 1960           | 7. Aug. und 11. September 1960 | Olympiakos Piräus                                                                               | 1:1 n. V. 3:0 (WS)                                                                              | Panathinaikos Athen                                                                             | Apostolos-Nikolaidis-Stadion, Athen Karaiskakis-Stadion, Piräus               |
| 1961           | 2. Juli 1961                   | Olympiakos Piräus                                                                               | 3:0                                                                                             | Panionios Athen                                                                                 | Apostolos-Nikolaidis-Stadion, Athen                                           |
| 1962           | 27. Mai 1962                   | Olympiakos Piräus – Panathinaikos Athen 0:0 (kein Sieger nach Spielabbruch in der Verlängerung) | Olympiakos Piräus – Panathinaikos Athen 0:0 (kein Sieger nach Spielabbruch in der Verlängerung) | Olympiakos Piräus – Panathinaikos Athen 0:0 (kein Sieger nach Spielabbruch in der Verlängerung) | Nikos-Goumas-Stadion, Athen                                                   |
| 1963           | 18. Juli 1963                  | Olympiakos Piräus                                                                               | 3:0                                                                                             | Pierikos Katerini                                                                               | Apostolos-Nikolaidis-Stadion, Athen                                           |
| 1964           |                                | AEK Athen                                                                                       |                                                                                                 |                                                                                                 |                                                                               |
| 1965           | 14. Juli 1965                  | Olympiakos Piräus                                                                               | 1:0                                                                                             | Panathinaikos Athen                                                                             | Karaiskakis-Stadion, Piräus                                                   |
| 1966           |                                | AEK Athen                                                                                       | kampflos                                                                                        | Olympiakos Piräus                                                                               | Karaiskakis-Stadion, Piräus                                                   |
| 1967           | 6. Juli 1967                   | Panathinaikos Athen                                                                             | 1:0                                                                                             | Panionios Athen                                                                                 | Nikos-Goumas-Stadion, Athen                                                   |
| 1968           | 21. Juli 1968                  | Olympiakos Piräus                                                                               | 1:0                                                                                             | Panathinaikos Athen                                                                             | Apostolos-Nikolaidis-Stadion, Athen                                           |
| 1969           | 9. Juli 1969                   | Panathinaikos Athen                                                                             | 1:1 n. V.                                                                                       | Olympiakos Piräus                                                                               | Karaiskakis-Stadion, Piräus                                                   |
| 1970           | 28. Juni 1970                  | Aris Thessaloniki                                                                               | 1:0                                                                                             | PAOK Thessaloniki                                                                               | Kaftanzoglio-Stadion, Thessaloniki                                            |
| 1971           | 9. Aug. 1971                   | Olympiakos Piräus                                                                               | 3:1                                                                                             | PAOK Thessaloniki                                                                               | Karaiskakis-Stadion, Piräus                                                   |
| 1972           | 5. Juli 1972                   | PAOK Thessaloniki                                                                               | 2:1                                                                                             | Panathinaikos Athen                                                                             | Karaiskakis-Stadion, Piräus                                                   |
| 1973           | 17. Juni 1973                  | Olympiakos Piräus                                                                               | 1:0                                                                                             | PAOK Thessaloniki                                                                               | Karaiskakis-Stadion, Piräus                                                   |
| 1974           | 16. Juni 1974                  | PAOK Thessaloniki                                                                               | 2:2 n. V.; 4:3 i. E.                                                                            | Olympiakos Piräus                                                                               | Nikos-Goumas-Stadion, Athen                                                   |
| 1975           | 18. Juni 1975                  | Olympiakos Piräus                                                                               | 1:0                                                                                             | Panathinaikos Athen                                                                             | Karaiskakis-Stadion, Piräus                                                   |
| 1976           | 9. Juni 1976                   | Iraklis Thessaloniki                                                                            | 4:4 n. V.; 6:5 i. E.                                                                            | Olympiakos Piräus                                                                               | Nikos-Goumas-Stadion, Athen                                                   |
| 1977           | 22. Juni 1977                  | Panathinaikos Athen                                                                             | 2:1                                                                                             | PAOK Thessaloniki                                                                               | Karaiskakis-Stadion, Piräus                                                   |
| 1978           | 4. Juni 1978                   | AEK Athen                                                                                       | 2:0                                                                                             | PAOK Thessaloniki                                                                               | Karaiskakis-Stadion, Piräus                                                   |
| 1979           | 9. Juni 1979                   | Panionios Athen                                                                                 | 3:1                                                                                             | AEK Athen                                                                                       | Karaiskakis-Stadion, Piräus                                                   |
| 1980           | 26. Mai 1980                   | FC Kastoria                                                                                     | 5:2                                                                                             | Iraklis Thessaloniki                                                                            | Nikos-Goumas-Stadion, Athen                                                   |
| 1981           | 21. Juni 1981                  | Olympiakos Piräus                                                                               | 3:1                                                                                             | PAOK Thessaloniki                                                                               | Nikos-Goumas-Stadion, Athen                                                   |
| 1982           | 19. Juni 1982                  | Panathinaikos Athen                                                                             | 1:0                                                                                             | AE Larisa                                                                                       | Nikos-Goumas-Stadion, Athen                                                   |
| 1983           | 29. Juni 1983                  | AEK Athen                                                                                       | 2:0                                                                                             | PAOK Thessaloniki                                                                               | Olympiastadion, Athen                                                         |
| 1984           | 6. Juni 1984                   | Panathinaikos Athen                                                                             | 2:0                                                                                             | AE Larisa                                                                                       | Olympiastadion, Athen                                                         |
| 1985           | 22. Juni 1985                  | AE Larisa                                                                                       | 4:1                                                                                             | PAOK Thessaloniki                                                                               | Olympiastadion, Athen                                                         |
| 1986           | 28. Mai 1986                   | Panathinaikos Athen                                                                             | 4:0                                                                                             | Olympiakos Piräus                                                                               | Olympiastadion, Athen                                                         |
| 1987           | 21. Juni 1987                  | OFI Kreta                                                                                       | 1:1 n. V.; 3:1 i. E.                                                                            | Iraklis Thessaloniki                                                                            | Olympiastadion, Athen                                                         |
| 1988           | 8. Mai 1988                    | Panathinaikos Athen                                                                             | 2:2 n. V.; 4:3 i. E.                                                                            | Olympiakos Piräus                                                                               | Olympiastadion, Athen                                                         |
| 1989           | 11. Mai 1989                   | Panathinaikos Athen                                                                             | 3:1                                                                                             | Panionios Athen                                                                                 | Olympiastadion, Athen                                                         |
| 1990           | 17. Mai 1990                   | Olympiakos Piräus                                                                               | 4:2                                                                                             | OFI Kreta                                                                                       | Olympiastadion, Athen                                                         |
| 1991           | 15. Mai und 22. Mai 1991       | Panathinaikos Athen                                                                             | 0:3 (HS) 2:1 (RS)                                                                               | Athinaikos Athen                                                                                | Apostolos-Nikolaidis-Stadion, Athen Olympiastadion, Athen                     |
| 1992           | 20. Mai und 27. Mai 1992       | Olympiakos Piräus                                                                               | 1:1 (HS) 2:0 (RS)                                                                               | PAOK Thessaloniki                                                                               | Toumba-Stadion, Thessaloniki Karaiskakis-Stadion, Piräus                      |
| 1993           | 12. Mai 1993                   | Panathinaikos Athen                                                                             | 1:0                                                                                             | Olympiakos Piräus                                                                               | Olympiastadion, Athen                                                         |
| 1994           | 12. Mai 1994                   | Panathinaikos Athen                                                                             | 3:3 n. V.; 4:2 i. E.                                                                            | AEK Athen                                                                                       | Olympiastadion, Athen                                                         |
| 1995           | 19. Apr. 1995                  | Panathinaikos Athen                                                                             | 1:0 n. V.                                                                                       | AEK Athen                                                                                       | Olympiastadion, Athen                                                         |
| 1996           | 15. Mai 1996                   | AEK Athen                                                                                       | 7:1                                                                                             | Apollon Smyrnis                                                                                 | Olympiastadion, Athen                                                         |
| 1997           | 16. Apr. 1997                  | AEK Athen                                                                                       | 0:0 n. V.; 5:3 i. E.                                                                            | Panathinaikos Athen                                                                             | Karaiskakis-Stadion, Piräus                                                   |
| 1998           | 29. Apr. 1998                  | Panionios Athen                                                                                 | 1:0                                                                                             | Panathinaikos Athen                                                                             | Karaiskakis-Stadion, Piräus                                                   |
| 1999           | 5. Mai 1999                    | Olympiakos Piräus                                                                               | 2:0                                                                                             | Panathinaikos Athen                                                                             | Olympiastadion, Athen                                                         |
| 2000           | 10. Mai 2000                   | AEK Athen                                                                                       | 3:0                                                                                             | Ionikos Nikea                                                                                   | Olympiastadion, Athen                                                         |
| 2001           | 12. Mai 2001                   | PAOK Thessaloniki                                                                               | 4:2                                                                                             | Olympiakos Piräus                                                                               | Nikos-Goumas-Stadion, Athen                                                   |
| 2002           | 27. Apr. 2002                  | AEK Athen                                                                                       | 2:1                                                                                             | Olympiakos Piräus                                                                               | Olympiastadion, Athen                                                         |
| 2003           | 17. Mai 2003                   | PAOK Thessaloniki                                                                               | 1:0                                                                                             | Aris Thessaloniki                                                                               | Toumba-Stadion, Thessaloniki                                                  |
| 2004           | 8. Mai 2004                    | Panathinaikos Athen                                                                             | 3:1                                                                                             | Olympiakos Piräus                                                                               | Nea-Smyrni-Stadion, Athen                                                     |
| 2005           | 21. Mai 2005                   | Olympiakos Piräus                                                                               | 3:0                                                                                             | Aris Thessaloniki                                                                               | Pampeloponnisiako-Stadion, Patras                                             |
| 2006           | 10. Mai 2006                   | Olympiakos Piräus                                                                               | 3:0                                                                                             | AEK Athen                                                                                       | Pankritio-Stadion, Iraklio                                                    |
| 2007           | 5. Mai 2007                    | AE Larisa                                                                                       | 2:1                                                                                             | Panathinaikos Athen                                                                             | Panthessaliko-Stadion, Volos                                                  |
| 2008           | 17. Mai 2008                   | Olympiakos Piräus                                                                               | 2:0                                                                                             | Aris Thessaloniki                                                                               | Kaftanzoglio-Stadion, Thessaloniki                                            |
| 2009           | 2. Mai 2009                    | Olympiakos Piräus                                                                               | 4:4 n. V.; 15:14 i. E.                                                                          | AEK Athen                                                                                       | Olympiastadion, Athen                                                         |
| 2010           | 24. Apr. 2010                  | Panathinaikos Athen                                                                             | 1:0                                                                                             | Aris Thessaloniki                                                                               | Olympiastadion, Athen                                                         |
| 2011           | 30. Apr. 2011                  | AEK Athen                                                                                       | 3:0                                                                                             | Atromitos Athen                                                                                 | Olympiastadion, Athen                                                         |
| 2012           | 28. Apr. 2012                  | Olympiakos Piräus                                                                               | 2:1 n. V.                                                                                       | Atromitos Athen                                                                                 | Olympiastadion, Athen                                                         |
| 2013           | 11. Mai 2013                   | Olympiakos Piräus                                                                               | 3:1 n. V.                                                                                       | Asteras Tripolis                                                                                | Olympiastadion, Athen                                                         |
| 2014           | 26. Apr. 2014                  | Panathinaikos Athen                                                                             | 4:1                                                                                             | PAOK Thessaloniki                                                                               | Olympiastadion, Athen                                                         |
| 2015           | 23. Mai 2015                   | Olympiakos Piräus                                                                               | 3:1                                                                                             | Skoda Xanthi                                                                                    | Olympiastadion, Athen                                                         |
| 2016           | 17. Mai 2016                   | AEK Athen                                                                                       | 02:1                                                                                            | Olympiakos Piräus                                                                               | Olympiastadion, Athen                                                         |
| 2017           | 6. Mai 2017                    | PAOK Thessaloniki                                                                               | 2:1                                                                                             | AEK Athen                                                                                       | Panthessaliko-Stadion, Volos                                                  |
| 2018           | 12. Mai 2018                   | PAOK Thessaloniki                                                                               | 2:0                                                                                             | AEK Athen                                                                                       | Olympiastadion, Athen                                                         |
| 2019           | 11. Mai 2019                   | PAOK Thessaloniki                                                                               | 1:0                                                                                             | AEK Athen                                                                                       | Olympiastadion, Athen                                                         |
| 2020           | 12. Sep. 2020                  | Olympiakos Piräus                                                                               | 1:0                                                                                             | AEK Athen                                                                                       | Panthessaliko-Stadion, Volos                                                  |
| 2021           | 22. Mai 2021                   | PAOK Thessaloniki                                                                               | 2:1                                                                                             | Olympiakos Piräus                                                                               | Olympiastadion, Athen                                                         |
| 2022           | 21. Mai 2022                   | Panathinaikos Athen                                                                             | 1:0                                                                                             | PAOK Thessaloniki                                                                               | Olympiastadion, Athen                                                         |
| 2023           | 24. Mai 2023                   | AEK Athen                                                                                       | 2:0                                                                                             | PAOK Thessaloniki                                                                               | Panthessaliko-Stadion, Volos                                                  |
| 2024           | 25. Mai 2024                   | Panathinaikos Athen                                                                             | 1:0                                                                                             | Aris Thessaloniki                                                                               | Panthessaliko-Stadion, Volos                                                  |
| 2025           | 17. Mai 2025                   | Olympiakos Piräus                                                                               | 2:0                                                                                             | OFI Kreta                                                                                       | Olympiastadion, Athen                                                         |

## Ranglisten
Stand: 17. Mai 2025
| Verein               | Siege | Jahr(e) |
| -------------------- | ----- | --- |
| Olympiakos Piräus    | 29    | 1947, 1951, 1952, 1953, 1954, 1957, 1958, 1959, 1960, 1961, 1963, 1965, 1968, 1971, 1973, 1975, 1981, 1990, 1992, 1999, 2005, 2006, 2008, 2009, 2012, 2013, 2015, 2020, 2025 |
| Panathinaikos Athen  | 20    | 1940, 1948, 1955, 1967, 1969, 1977, 1982, 1984, 1986, 1988, 1989, 1991, 1993, 1994, 1995, 2004, 2010, 2014, 2022, 2024                                                       |
| AEK Athen            | 16    | 1931, 1939, 1949, 1950, 1956, 1964, 1966, 1978, 1983, 1996, 1997, 2000, 2002, 2011, 2016, 2023                                                                               |
| PAOK Thessaloniki    | 8     | 1972, 1974, 2001, 2003, 2017, 2018, 2019, 2021 |
| AE Larisa            | 2     | 1985, 2007 |
| Panionios Athen      | 2     | 1979, 1998 |
| Aris Thessaloniki    | 1     | 1970 |
| OFI Kreta            | 1     | 1987 |
| Iraklis Thessaloniki | 1     | 1976 |
| 000Ethnikos Piräus   | 1     | 1933 |
| 000FC Kastoria       | 1     | 1980 |

| Stadion                      | Endspiele |
| ---------------------------- | --------- |
| Olympiastadion Athen         | 27        |
| Apostolos-Nikolaidis-Stadion | 21        |
| Karaiskakis-Stadion          | 15        |
| Nikos-Goumas-Stadion         | 9         |
| Panthessaliko-Stadion        | 5         |
| Toumba-Stadion               | 2         |
| Kaftanzoglio-Stadion         | 2         |
| Kleanthis-Vikelidis-Stadion  | 1         |
| Nea-Smyrni-Stadion           | 1         |
| Pampeloponnisiako-Stadion    | 1         |
| Pankritio-Stadion            | 1         |

| Stadt        | Endspiele |
| ------------ | --------- |
| Athen        | 58        |
| Piräus       | 15        |
| Thessaloniki | 5         |
| Volos        | 5         |
| Iraklio      | 1         |
| Patras       | 1         |

Die Wiederholungsspiele 1933, 1952 und 1960 sowie die Hin- und Rückspiele 1991 und 1992 werden jeweils separat betrachtet.